# Stazione di Santi Cosma e Damiano-Castelforte-Suio Terme
La stazione di Castelforte-Suio - Santi Cosma e Damiano era una stazione ferroviaria posta sulla ferrovia Sparanise-Gaeta. Si trovava in contrada Grunuovo del comune di Castelforte fino al 1990, poi di Santi Cosma e Damiano, località ancora detta La Stazione.

## Storia
La stazione venne inaugurata il 3 maggio 1892 insieme alla linea ferroviaria Sparanise-Gaeta. La stazione si trovava a 26 km da Gaeta e a 33 km da Sparanise; era composta da due binari passanti ed un tronchino per lo scalo merci. La linea invece era realizzata a binario singolo. Vi era un ponte sull'Ausente tra la stazione di Santi Cosma e Damiano e quella di Minturno e un ponte sul Garigliano tra Santi Cosma e Damiano e Cellole-Fasani.
Inizialmente gestita della Rete Mediterranea, la linea prevedeva tre corse giornaliere, successivamente diventate quattro. Il 1º luglio 1905 passò in gestione alle Ferrovie dello Stato. La linea divenne particolarmente importante quando venne inaugurato il primo tratto (Roma-Formia) della linea direttissima Roma-Napoli il 17 luglio 1922 perché l'itinerario provvisoriamente creato Roma-Formia-Sparanise-Caserta era più veloce di quello  Roma-Cassino-Caserta e permetteva il collegamento delle località costiere del Basso Lazio con le località interne Laziali e Campane. Dal 28 ottobre 1927, completata la direttissima Roma-Napoli, la Gaeta-Sparanise perse progressivamente importanza. Dopo il 1932 la linea viene suddivisa in due tronconi: la stazione Santi Cosma e Damiano-Castelforte-Suio Terme ricade nel tratto Formia-Sparanise, a traffico limitato.
Nel 1901, la stazione fu interessata da uno studio di fattibilità per una linea Cassino-Castelforte. Nella stazione nata all'epoca dei treni a vapore, nel 1936 fecero la loro comparsa per il servizio passeggeri le automotrici diesel Fiat ALn.56: le corse, andata e ritorno, divennero sulla Formia-Sparanise 5 di 66 minuti da capolinea a capolinea.
Durante le ultime fasi della seconda guerra mondiale, nel 1944, la stazione fu abbattuta e mai ripristinata perché fu scelto un nuovo percorso per la ricostruzione delle infrastrutture ferroviarie tra Minturno e Sessa Aurunca. Al suo posto ora sorge una piazza con una piccola chiesa e chiosco ricreativo.